# Laguna de Chiriquí

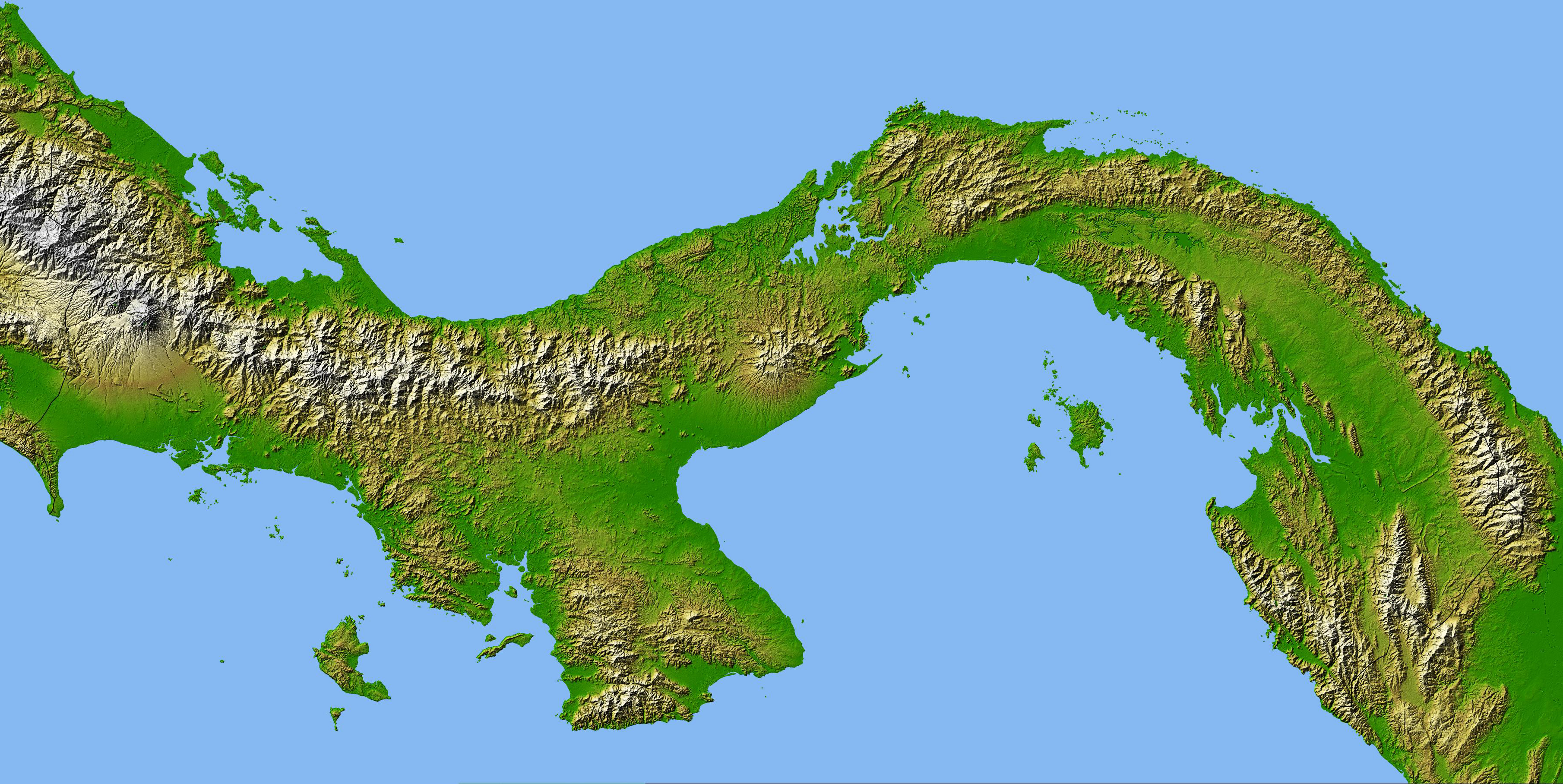
La laguna de Chiriquí est situé à gauche sur la mer des Caraïbes

La laguna de Chiriquí est située sur la côte caraïbe entre la province de Bocas del Toro et la comarque Ngöbe-Buglé à l'ouest du Panama. 

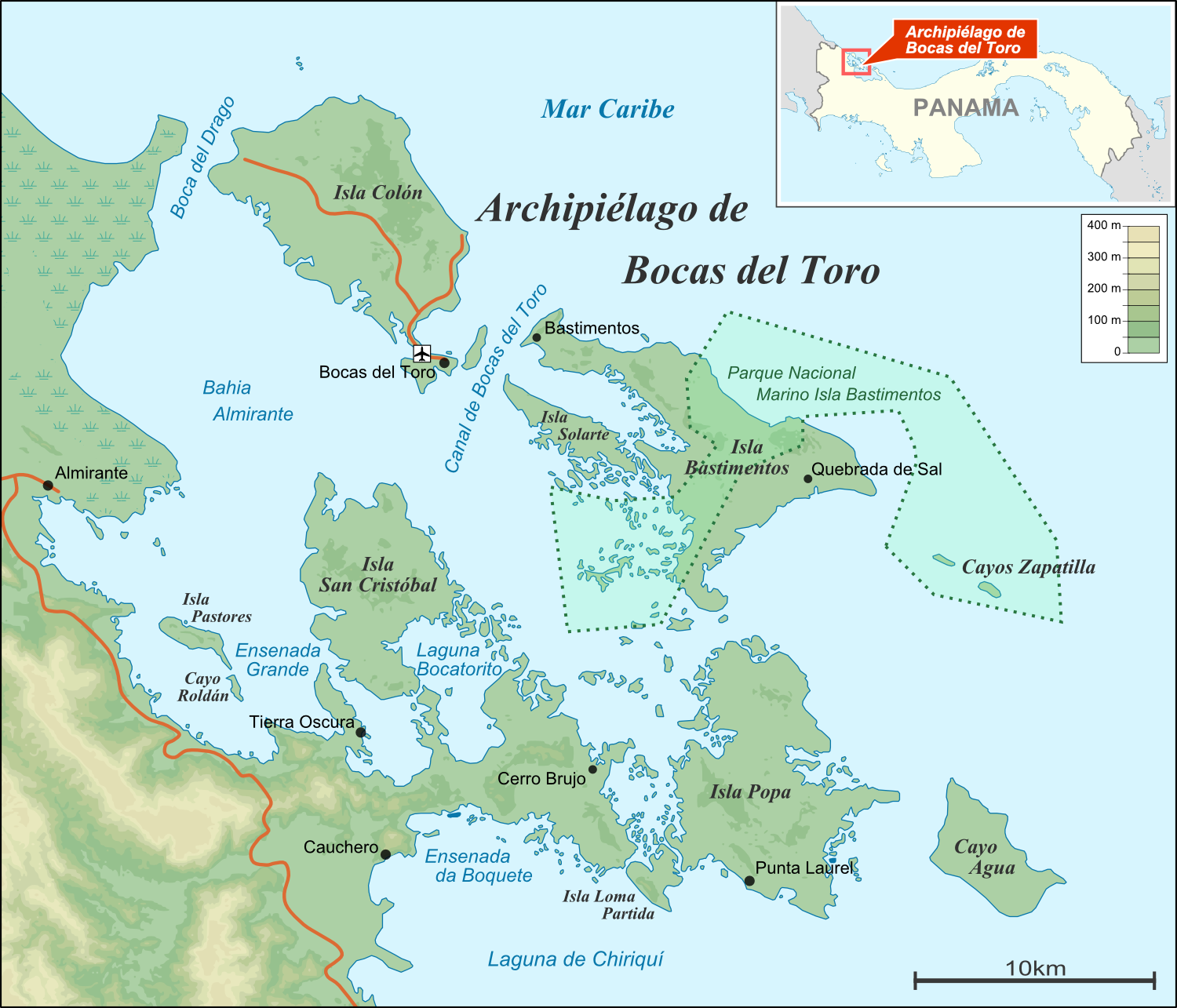
La partie nord de la laguna de Chiriquí